# L'arbitro (film 1974)
L'arbitro è un film italiano del 1974, diretto da Luigi Filippo D'Amico.

## Trama
Carmelo Lo Cascio, un arbitro di calcio di Acireale, vive per raggiungere il successo e diventare un arbitro internazionale. Deve però anche accontentare gli appetiti sessuali della legittima consorte e di un'amante molto esigente. Lo Cascio, per migliorare le sue performance professionali e amatorie, inizierà ad assumere anfetamine in modo sempre più massiccio, fino al punto di impazzire: durante una partita di calcio internazionale si rifiuta di fischiare la fine dell'incontro e viene portato via dalla Polizia.

## Curiosità
- Nel film recitano, nella parte di loro stessi, molti personaggi del mondo del calcio, tra cui Bruno Pizzul e Nicolò Carosio.
- La figura dell'arbitro, interpretata da Lando Buzzanca, è ispirata, anche per l'assonanza del nome, a Concetto Lo Bello.
- La canzone dei titoli di testa, I'm Football Crazy, è cantata da Giorgio Chinaglia.[2]
- È stato girato tra Roma e Acireale, con alcune scene girate nello stadio Libero Liberati di Terni, allo stadio San Siro di Milano e in uno stadio in Kenya.
- Le immagini relative all'incontro Roma-Verona sono reali. La partita, terminata 1-0, fu disputata il 18 novembre 1973.